# 语素文字
语素文字（英語：logogram，来自古希臘語：“词”和“字符”）又称意音文字、詞符文字、表意文字，是表示词或语素（语言的最小语义单位）的文字。其符号可同时表示语词和音节，即表意也表音，故又被称为“意音文字”。
语素文字和表音文字主要不同在于：前者以表达语义为重，后者以表达语音为重。另外，这不代表语素文字完全不体现读音、表音文字完全不体现词义。

## 词源
术语 logogram 的词根 logo- 和 -gram 源自古希腊语 λόγος（lógos；word，speech）“词，言语”之义，和 γράμμα（grámma；written character，letter）“书写字符，字母”之义。

## 区分
语素文字是记录语义的文字，和语言有严格的对应关系。
一般来说语素文字可以分解为字位，一个字位代表一个语素，当然也可能出现一个字位代表几个语素和几个字位代表一个语素的情况。语素文字容易与象形符号和形意符号观念相混淆，三者的区别主要有两点：
1. 象形符号只是用图画来表示物体，形意符号只是表达一种意思，这两种都不一定用来记录语言。符号“↑”表示向上，但这个符号不被视为文字。
2. 目前已知的语素文字都不局限于表形和表意，而是有表音的成分：因此，语素文字也称为意音文字。语素文字的出现代表文字史走出原始时期并进入古典时期。

## 范畴
语素文字一般指最小单位为语素的文字（如汉字在汉语中除遇连绵词外均对应语素且无法细分）。朝鲜语新缀字法和藏文等虽带有一定的语素信息，但由于每个语素单位都能细拆出古音位信息（且多音节语素量远超汉语）而不被归入语素文字。

## 各种语素文字

### 已失传
很多语素文字發展得早且在文明長河中漸漸失傳。美索不达米亚文明的楔形文字、玛雅文明的玛雅文字和古埃及文明的埃及文字早已不再使用。
契丹文（限契丹大字，契丹小字为拼音文字）、女真文、西夏文及越南的喃字（字喃）等，均是模仿汉字創造的语素文字。现在契丹文、西夏文已經失传，而越南于19世纪被法国殖民统治后，法国殖民当局在越南开始推广由拉丁字母组成为基础的越南国语字，喃字（字喃）便不再使用。

### 东亚（汉字文化圈）
汉字（简体、繁体）主要在中國大陸、香港、澳門、新加坡、马来西亚、台灣等地使用。
日本、朝鮮半島和越南曾長期使用漢語文言文和漢字。日文的平假名和片假名（音節文字）分別源自汉字的草书及楷书（大化革新時傳入），现代日文也使用汉字穿插其中，是世界上少有的同时使用两种文字、三种形式（平假名、片假名和日本化和制汉字）的语言。過去在朝鮮文中通常用漢字來書寫由漢語、日語傳入的漢字詞（汉字语），但如今大韩民国和中國朝鮮族已很少用，一般都轉由諺文（朝鮮語音素文字）書寫。现在韩国仍会在特定的地方，如传统活动、词典和需要用汉字消歧义时。朝鲜民主主义人民共和国則完全不用漢字；尽管如此，由于金日成的指示，从50年代后期以“汉文”的名义恢复了汉字教学，在中学到大学阶段是必修课。
古彝文也是一种语素文字。而现时流通于四川的凉山规范彝文，是一种人为改造的音節文字，几乎没有表意的功能。云南规范彝文仍然是语素文字，但使用不广泛。位於雲南麗江的東巴文也是語素文字之一，目前仍然頻繁地被使用著。水書也是語素文字。